# مارشا ثورنتون
مارشا ثورنتون (بالإنجليزية: Marsha Thornton)‏ هي مغنية وكاتبة غنائية أمريكية، ولدت في 22 أكتوبر 1964.

## وصلات خارجية
- الموقع الرسمي
- مارشا ثورنتون على موقع ميوزك برينز (الإنجليزية)
- مارشا ثورنتون على موقع ميوزك برينز (الإنجليزية)
- مارشا ثورنتون على موقع ديسكوغز (الإنجليزية)